# Минитонка
 Тази статия е за града в САЩ.  За езерото вижте Минитонка (езеро).  
Минито̀нка (на английски: Minnetonka, [ˌmɪnɪˈtɒŋkə]) е град в северната част на Съединените американски щати, част от окръг Хенепин на щата Минесота. Населението му е около 54 000 души (2020).
Разположен е на 271 метра надморска височина в Северните централни широколистни гори, на източния бряг на езерото Минитонка и на 15 километра западно от центъра на Минеаполис. Селището възниква през 1852 година около дъскорезница, а от средата на XX век се превръща в голямо предимно жилищно предградие на Минеаполис. В града са седалищата на здравноосигурителната каса „ЮнайтедХелт Груп“ и търговецът на зърно „Каргил“, който е най-голямата непублична компания в Съединените щати.